# 回龙山 (宁乡市)
回龙山坐落在湖南省长沙市宁乡市双凫铺镇境内，古时候称为“南楚灵山”，因其山势如一条长龙盘旋曲折，仿佛“迴龙望祖”而得名。

## 地理
回龙山海拔365米，漫山遍野绿树植被覆盖，天空中白云笼罩山头，又叫“白云窝”。
回龙山与长沙相距68公里，与花明楼镇相距50公里，与灰汤镇相距15公里。

## 景观

### 白云寺
回龙山因其汉传佛教沩仰宗而闻名湘中，被誉为“南岳山的香，迴龙山的烛”，山上有古寺白云寺。唐朝大中十二年（858年），当地人民建立了清林寺，就是白云寺的前身。清朝乾隆二十八年（1763年），正式更名为白云寺。
白云寺有八大景观：鱼山夜月、菱塘晚风、枫林吐雾、石磴穿云、云关锁翠、远岫横琴、仙岩瀑布、蟾谷嘘虹。

## 文化
乾隆帝曾来回龙山白云寺游玩。
清朝晚年左宗棠曾题词“南楚灵山”匾额。
清朝晚期诗人周亮曾作诗吟咏《回龙山》：“西边远岫似横琴，玉轴徽弦隐翠岑。千古不闻弹一曲，高山流水待知音。”
1917年，毛泽东和萧子升曾借宿于白云寺，并且和方丈大师交流。